# Liste des lieux de tournage de Game of Thrones
La série télévisée de fantasy Game of Thrones a été filmée en studios mais a utilisé aussi de nombreux lieux réels, aussi bien en extérieur qu'en intérieur, principalement en Europe et au Maroc.

## Europe

### Croatie
| Image | Nom du lieu                  | Nom du lieu de la série | Commentaires             |
| ----- | ---------------------------- | ----------------------- | ------------------------ |
|       | Dubrovnik                    | Port-Réal               | Ville de Port-Réal       |
|       | Palais de Dioclétien à Split | pyramide de Meereen     | Sous-sols de la pyramide |
|       | Parc national de Krka        | Conflans                | Paysages variés          |
|       | Forteresse de Klis           | Meereen                 |                          |
|       | Tour de Minčeta              | Qarth                   | Maison des Nonmourants   |
|       | Ston                         | Port-Réal               | Murailles du palais      |
|       | Šibenik                      | Braavos                 |                          |
|       | Arboretum de Trsteno         | Port-Réal               | Jardins du palais        |

### Espagne
| Image | Nom du lieu            | Nom du lieu de la série | Commentaires                    |
| ----- | ---------------------- | ----------------------- | ------------------------------- |
|       | Alcazar de Séville     | Lancehélion             |                                 |
|       | Pont romain de Cordoue | Volantis                |                                 |
|       | Gaztelugatxe           | Peyredragon             | Accès au château de Peyredragon |
|       | Zumaia                 | Peyredragon             | Plage du château de Peyredragon |

### Islande
| Image | Nom du lieu      | Nom du lieu de la série | Commentaires                                       |
| ----- | ---------------- | ----------------------- | -------------------------------------------------- |
|       | Dimmuborgir      | De l'autre côté du Mur  | Camp des Sauvageons de Mance Rayder                |
|       | Grjótagjá        | De l'autre côté du Mur  | Scène entre Jon et Ygritte                         |
|       | Svínafellsjökull | De l'autre côté du Mur  |                                                    |
|       | Þingvellir       | Conflans                | Voyage d'Arya et Sandor Clegane à travers Westeros |
|       | Vík í Mýrdal     | De l'autre côté du Mur  |                                                    |

### Malte
| Image | Nom du lieu    | Nom du lieu de la série | Commentaires                                            |
| ----- | -------------- | ----------------------- | ------------------------------------------------------- |
|       | Lokrum         | Qarth                   |                                                         |
|       | L-Imdina       | Port-Réal               |                                                         |
|       | Manikata       | Lhazar                  |                                                         |
|       | Fenêtre d'Azur | Volantis                | Scène de mariage entre Daenerys Targaryen et Khal Drogo |
|       | Palais Verdala | Pentos                  | Palais d'Illyrio                                        |

### Royaume-Uni
| Image | Nom du lieu              | Nom du lieu de la série | Commentaires                              |
| ----- | ------------------------ | ----------------------- | ----------------------------------------- |
|       | Ballintoy                | Pyk                     |                                           |
|       | Carrick-a-Rede           | Accalmie                |                                           |
|       | Castle Ward              | Winterfell              |                                           |
|       | Grottes de Cushendun     | Accalmie                | Scènes avec Davos, Mélissandre et l'Ombre |
|       | Château de Doune         | Winterfell              |                                           |
|       | Downhill Strand          | Peyredragon             | Plage du château de Peyredragon           |
|       | Carrière de Magheramorne | Le Mur                  | Châteaunoir                               |
|       | Montagnes de Mourne      | Mer Dothrak             | Vaes Dothrak                              |
|       | Murlough Bay             | Pyk                     | Arrivée de Théon à Pyk                    |
|       | Tollymore Park           | Forêts du Nord          |                                           |

## Afrique

### Maroc
La série télévisée a été filmée dans de nombreux pays, dont le Maroc,,,,, à plusieurs endroits dans la ville de Ouarzazate et la Kasbah Aït-ben-Haddou, qui est située à 100 km au sud-ouest de Marrakech et Ifrane et la ville d'Essaouira, a été filmée la plupart des scènes Daenerys Targaryen au Maroc, et la plupart des scènes des première et troisième saisons,,,,,,,.
| Image | Nom du lieu     | Nom du lieu de la série | Commentaires |
| ----- | --------------- | ----------------------- | --- |
|       | Ouarzazate,     | Pentos                  | Pentos, cité-État d'Essos servant de refuge à Viserys et Daenerys Targaryen avant que celle-ci n'épouse le khal Drogo.                               |
|       | Aït-ben-Haddou, | Yunkaï                  | Yunkaï, ville esclavagiste de la Baie des Serfs. |
|       | Essaouira,      | Astapor                 | Astapor, une autre cité de la baie des Serfs célèbre pour ses Immaculés, des soldats esclaves eunuques dressés au combat depuis leur plus jeune âge. |
|       | Ifrane          | Winterfell              | Lieu d'arrivée des troupes de Daenerys et Jon. |